# Nachman Ben-Yehuda
Nachman Ben-Yehuda (* 8. März 1948 in Jerusalem) ist ein israelischer Soziologe. Er ist Professor und ehemaliger Dekan des Departements für Soziologie und Anthropologie an der Hebräischen Universität in Jerusalem.
Nach dem Bachelor-Examen in Psychologie und Soziologie an der Hebräischen Universität im Jahr 1974 wechselte Ben-Yehuda an die Universität Chicago, wo er im Fach Soziologie 1976 das Master-Examen ablegte und 1977 zum Ph.D. promoviert wurde. Seine akademischen Lehrer in Chicago waren  Edward Shils und Morris Janowitz.
Sein wissenschaftliches Interesse gilt dem Studium der Devianz. Innerhalb dieses allgemeinen Rahmens forschte er über den europäischen Hexenwahn, politische Attentate, den Masada-Mythos, Verrat und Hochverrat, Gräueltaten, das kulturelle Gedächtnis, Moralische Panik, Drogenmissbrauch, Betrug in der Wissenschaft und Kriegsfilme.

## Schriften (Auswahl)
- Atrocity, Deviance, and Submarine Warfare. Norms and Practices during the World Wars. University of Michigan Press, Ann Arbor 2013, ISBN 978-0-472-11889-2.
- Theocratic Democracy. The Social Construction of Religious and Secular Extremism. Oxford University Press, New York 2010, ISBN 978-0-199-73486-3.
- Mit Erich Goode: Moral Panics. The Social Construction of Deviance. 2. Auflage, Wiley – Blackwell Publications, Chichester/Malden 2009, ISBN 978-1-405-18934-7 (erste Auflage 1994, ISBN 0631189041).
- Sacrificing Truth. Archaeology and the myth of Masada. Humanity Press, Amherst 2002, ISBN 1573929530.
- The Masada myth. Collective memory and mythmaking in Israel. University of Wisconsin Press, Madison 1995, ISBN 0299148300.
- The Politics and Morality of Deviance: Moral Panics, Drug Abuse, Deviant Science and Reversed Stigmatization. State University of New York Press, Albany 1990, ISBN 0791401227.
- Deviance and moral boundaries. Witchcraft, the occult, science fiction, deviant sciences and scientists. University of Chicago Press, Chicago 1985, ISBN 0226043355.